# Wirnetshof
Wirnetshof ist ein Ortsteil der Gemeinde Schönthal im Landkreis Cham des Regierungsbezirks Oberpfalz im Freistaat Bayern.

## Geografie
Wirnetshof liegt 950 Meter nordöstlich der Bundesstraße 22, 2,4 Kilometer westlich der Staatsstraße 2146 und 3,7 Kilometer südöstlich von Schönthal. 
In einem Weiher am Ostrand von Wirnetshof endet der von Südosten kommende Teufelsbach. Westlich von Wirnetshof vereinigen sich der von Nordosten kommende Stelzenbach und der von Süden kommende Weißbach zum Rhanerbach, der südlich von Schönthal in die Schwarzach mündet.

## Geschichte
Wirnetshof gehörte zum Landgericht Cham. In den Steuerbüchern von 1577 und 1590 wurde für das Landgericht Cham die Einteilung in Vorderamt (= eusser Gebiet) und Hinteres Amt (= hinter Gebiet) aufgezeichnet. Diese Gliederung bestand 1752. Wirnetshof gehörte zum Hinteren Amt.
1752 hatte das Vorderamt 49 Ortschaften und das hintere Amt 64 Ortschaften. Im Landgericht Cham gab es 1 Herrschaft, 16 Hofmarken, 6 Landsassengüter und insgesamt 2149 Anwesen. Es gab im Landgericht Cham keine Obmannschaften. Dörfer und Weiler bildeten selbständige Gemeinden, denen die umliegenden Einöden angehörten. Diese Gemeinden hatten jeweils einen Dorfführer. Manchmal schlossen sich auch mehrere Weiler, oder ein Dorf und nahegelegene Weiler zu einer Gemeinde zusammen.
1752 hatte Wirnetshof 1 Anwesen und gehörte zum Besitz des Klosters Schönthal.
1809 wurden im Landgericht Cham Steuerdistrikte gebildet, die 1811 in einem Verzeichnis dokumentiert wurden. Wirnetshof gehörte zum Steuerdistrikt Döfering. Der Steuerdistrikt Döfering bestand aus den Ortschaften Döfering, Kleinschönthal, Lixendöfering, Rhan und Wirnetshof.
Wirnetshof gehörte zur Gemeinde Döfering. Die Gemeinde Döfering bestand aus den Orten Döfering, Kleinschönthal, Lixendöfering, Rhan und Wirnetshof. Döfering war eine landgerichtsunmittelbare Gemeinde.
1857 kam die Gemeinde Döfering vom Landgericht Cham zum Landgericht Waldmünchen. 1945 gab die Gemeinde Döfering das Dorf Kleinschönthal an die Gemeinde Schönthal ab. 1978 wurde Döfering nach Schönthal eingemeindet.
Wirnetshof gehört zur Pfarrei Döfering. 1997 hatte Wirnetshof 7 Katholiken.

## Einwohnerentwicklung ab 1838
| Jahr | Einwohner | Gebäude |
| ---- | --------- | ------- |
| 1838 | 7         | 1       |
| 1861 | 10        | 8       |
| 1871 | 17        | 7       |
| 1885 | 13        | 1       |
| 1900 | 10        | 2       |
| 1913 | 13        | 1       |

| Jahr | Einwohner | Gebäude |
| ---- | --------- | ------- |
| 1925 | 11        | 1       |
| 1950 | 11        | 1       |
| 1961 | 6         | 1       |
| 1970 | 8         | k. A.   |
| 1987 | 7         | 1       |
| 2011 | 4         | k. A.   |

## Tourismus und Sehenswürdigkeiten
Auf der Spitze des 596 Meter hohen Bleschenbergs, 1 Kilometer östlich von Wirnetshof, befindet sich ein
mittelalterlicher Burgstall und archäologische Befunde der abgegangenen spätmittelalterlichen Wallfahrtskirche St. Leonhard, Denkmalnummer D-3-6641-0066.
In der Bergwand des Bleschenberges befindet sich das Schratzelloch, ein Naturdenkmal mit der Nummer ND-02699. Es handelt sich um den 26 Meter tiefen Schacht eines Bergwerkes aus dem 16. Jahrhundert. Auf der Spitze des Bleschenberges steht ein frei zugänglicher Aussichtsturm.